# Ендру Елис
Ендру Елис (енгл. Andrew Ellis; 21. фебруар 1984) професионални је новозеландски рагбиста, који тренутно игра за Крусејдерсе. Висок 181 цм, тежак 89 кг, студирао је на Линколн универзитету, најстарији је од троје деце, ожењен је и има једну ћерку. У каријери је одиграо 9 мечева за Кобе Стилерсе, 73 утакмице за Кантербери и 134 утакмице Крусејдерсе и дао 129 поена. Освојио је са Крусејдерсима Супер Рагби 2006. и 2008. Прошао је млађе селекције Новог Зеланда, а за "ол блексе" је 2006. дебитовао против Енглеске на Твикехајму. За репрезентацију Новог Зеланда је укупно одиграо 28 тест мечева и постигао 20 поена.